# Lie to Me (Bon Jovi)
Lie to Me is een nummer van de Amerikaanse rockband Bon Jovi uit 1995. Het is de derde single van hun zesde studioalbum These Days.
Het nummer werd in veel landen een bescheiden hitje. In de Amerikaanse Billboard Hot 100 flopte het nummer met een 88e positie. In de Nederlandse Top 40 had het nummer meer succes; daar haalde het de 18e positie. In de Vlaamse Ultratop 50 haalde het nummer de 23e positie.